# 雅卡尔织布机

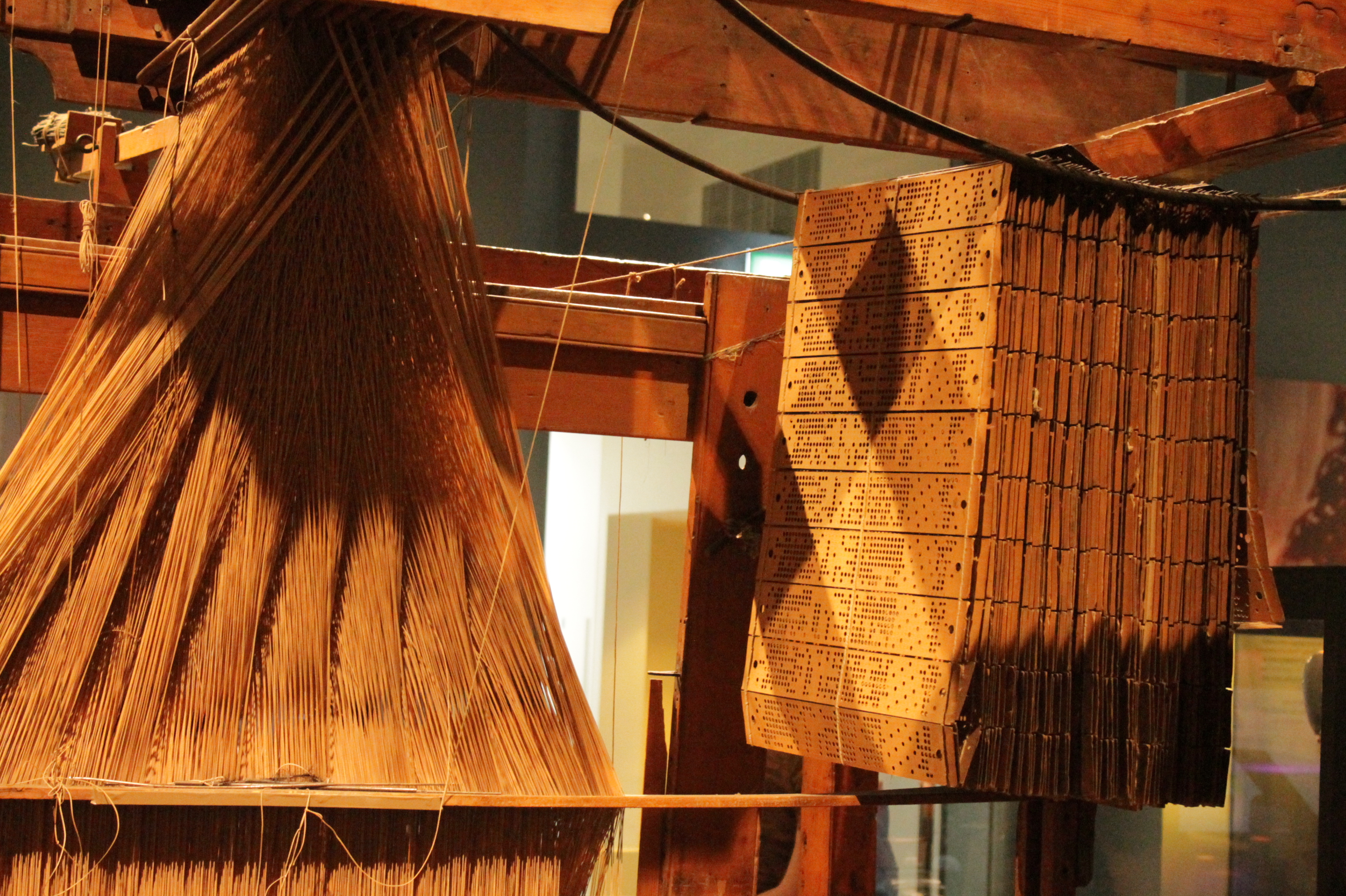
苏格兰国家博物馆內的雅卡尔织布机，右側為打孔卡

雅卡尔织布机（Jacquard machine）是一种安装在织机上的装置，它简化了织锦、织锦缎和绗缝等复杂图案的纺织品的生产过程。雅卡尔织布机是约瑟夫·马里·雅卡尔于1804年发明。工作人員使用雅卡尔织布机前首先設計需要編織的圖案，並根據設計以及相應規則在打孔卡上打孔，隨後工作人員將打孔卡放入雅卡尔织布机，雅卡尔织布机根据打孔卡孔的有无来控制经线与纬线的上下关系，以達到編織紡織品不同花样的目的。这种使用可更换的打孔卡来編織紡織品花樣的原理被认为是計算機硬體歷史上的重要一步。